# Hemangioma infantil
Hemangiomas infantis (HI) são um tipo de tumores vasculares que ocorre em bebés. Apresentam-se como lesões salientes na pele, de cor vermelha ou azulada. Geralmente aparecem durante o primeiro mês de vida, crescem até cerca dos cinco meses de vida e vão diminuindo de tamanho nos anos seguintes. Em muitos casos, mesmo após a involução a pele mantém uma aparência diferente. Entre as possíveis complicações estão dor, formação de úlceras, insuficiência cardíaca ou desfiguração.
As causas subjacentes ao aparecimento de hemangiomas não são ainda claras. Cerca de 10% dos casos parecem ser de origem hereditária. Alguns casos estão associados a outras anomalias como a síndrome PHACE. O diagnóstico geralmente baseia-se nos sintomas e aparência das lesões. Em alguns casos o diagnóstico pode ser complementado por exames imagiológicos.
Na maior parte dos casos não é necessário qualquer tratamento além de vigilância. No entanto, alguns casos podem resultar noutros problemas, sendo recomendado o uso de medicamentos como o propranolol ou esteroids. Em outros casos pode ser considerada cirurgia ou tratamento laser.
Os hemangiomas são um dos tumores benignos mais comuns em bebés, ocorrendo em cerca de 5% de todos os nascimentos. São mais frequentes em bebés do sexo feminino, de pele branca, em bebés prematuros ou com baixo peso à nascença. O termo "hemangioma" tem origem no grego haima (αἷμα), que significa "sangue"; angeion (ἀγγεῖον) que significa "vaso sanguíneo"; e -oma (-ωμα) que significa "tumor".

## Classificação
Os hemangiomas podem ser classificados em cutâneos ou viscerais.
A forma cutânea, por sua vez, é dividida sob dois aspectos: profundidade e extensão. Quanto à profundidade, podem ser superficiais (acometimento apenas da pele), profundos (acometimento das partes moles, profundos a pele) ou mistos. Quanto à extensão, podem ser localizados ou segmentares. Hemangioma segmentar é aquele que acomete inteiramente uma unidade anatômica ou um segmento corporal (uma hemiface, um membro, etc). Hemangiomas segmentares apresentam maior correlação com complicações durante a fase de proliferação e involução, anomalias estruturais e necessidade de tratamento.

## Fisiopatologia

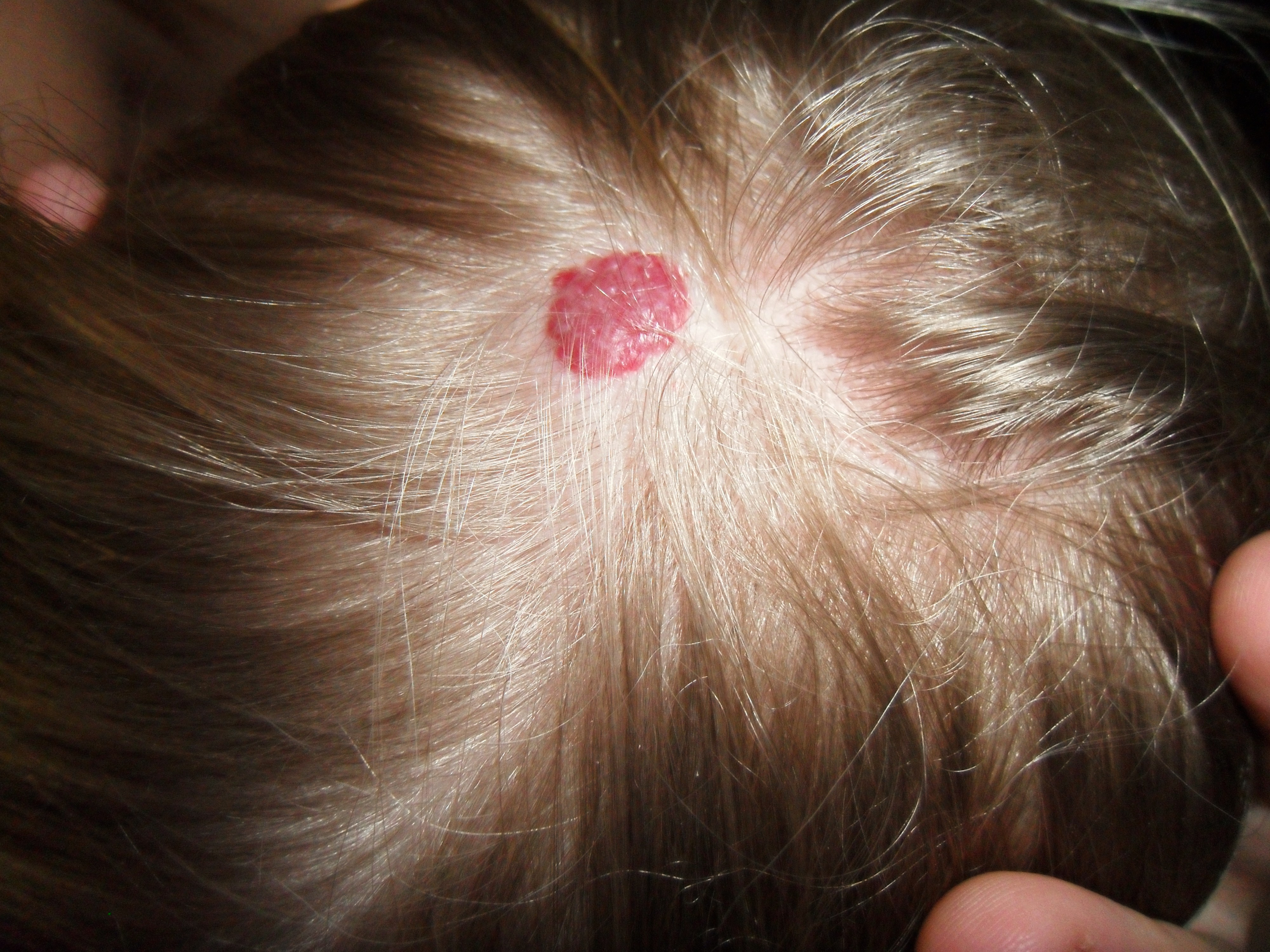
Hemangioma no couro cabeludo de criança com dois anos

A história natural do hemangioma é dividida em três fases bem caracterizadas: a fase inicial de crescimento, denominada fase proliferativa, seguida de uma fase de regressão espontânea ou fase involutiva e uma terceira fase de equilíbrio final ou fase involuída.
Durante a fase proliferativa, o tumor cresce de maneira rápida, podendo assumir dimensões consideráveis em proporção ao tamanho da criança. Dependendo de sua localização, pode causar comprometimento funcional, estético e psíquico. O crescimento neoplásico pode causar necrose da lesão por insuficiência vascular, principalmente em suas porções centrais, levando a ulcerações de repetição e, potencialmente, a sangramentos e processos infecciosos locais, fatores que não guardam relação com o potencial de regressão da lesão.
A fase proliferativa é mais pronunciada nos primeiros 3 a 6 meses de vida e alcança, na maior parte dos casos, suas dimensões máximas ao redor de 9 a 12 meses de vida, podendo se estender até o segundo ano de vida.
Durante a proliferação, o tumor se caracteriza como lesão sólida, compressível, quente, bem delimitada e sem sinais de hiperfluxo. Eventualmente, pode se observar aumento da vascularização peritumoral, o que explica o aumento de volume aos esforços e ao chorar. Os HI cutâneos e mistos apresentam coloração avermelhada típica, explicando a antiga denominação de hemangioma fragiforme (forma de morango). A fase de involução ocorre a seguir, caracterizada pela mudança de coloração (do vermelho vivo ao pálido ou cinza) e torna-se mais compressível à medida que é substituído por tecido fibro-adiposo, num processo biologicamente caracterizado por indução à apoptose celular (morte celular programada). O processo tipicamente se inicia do centro para a periferia da lesão. Os mecanismos implicados neste fenômeno biológico estão relacionados à presença de fatores inibidores ou à redução de fatores estimuladores de proliferação celular. Medicamentos hoje utilizados são basicamente indutores do mecanismo de apoptose.
Estima-se que o ritmo de involução seja ao redor de 10% ao ano e que cerca de 70% das lesões já estejam involuídas aos 7 anos de idade. Uma vez estabilizada esta fase, considera-se o hemangioma involuído. A fase involuída do hemangioma não implica obrigatoriamente em total desparecimento e  retorno à normalidade, uma vez que no local da lesão podem restar sequelas, como tumor residual, atrofia cutânea, áreas cicatriciais, telangectasia, hipo ou hipercromia cutânea,  alopecia e irregularidades de contorno.
Durante a evolução dos hemangiomas, podem ocorrer situações que causem desvio do comportamento inofensivo desta afecção. Denomina-se complicação evolutiva aos eventos que causam problemas locais ou sistêmicos. As complicações locais mais frequentes são ulceração, sangramento e infecção. Complicações sistêmicas são consideradas quando há comprometimento à função de um sistema ou órgão, tais como insuficiência cardíaca congestiva, obstrução de vias aéreas e obstrução visual.

#### Características histopatológicas

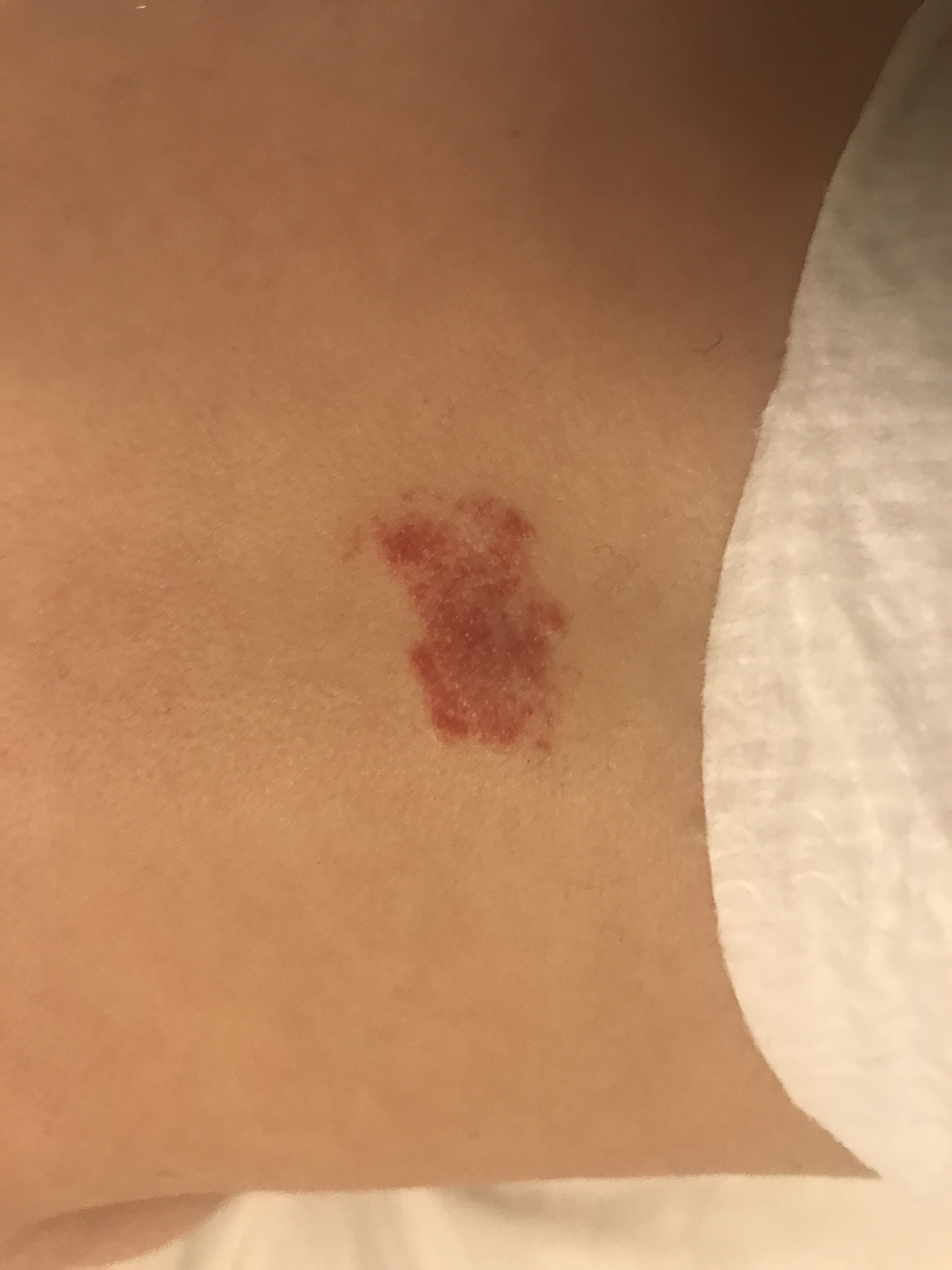
Hemangioma pouco caliente

O hemangioma infantil é um tumor composto por células endoteliais. Estas células são as mesmas que revestem internamente vasos sanguíneos. Nos hemangiomas ocorre uma proliferação destas células, formando uma massa tumoral. O principal estímulo para a multiplicação destas células é um desbalanço entre fatores estimuladores e inibidores da angiogênese. Diversos fatores causais estão sendo estudados na tentativa de compreender a fiiopatologia do hemangioma infantil.
O foco é o microambiente. Dentre as principais hipóteses podemos citar a possível origem placentária das células endoteliais dos hemangiomas, a influência das alterações genéticas, o papel dos receptores hormonais, a proliferação clonal a partir de células tronco endoteliais (precursoras de células endoteliais) e a influência do suprimento nervoso autonômico.
Hemangiomas da infância são caracterizados pela proliferação de células endoteliais volumosas e por lúmens vasculares geralmente indistintos. Neste estágio, tais lesões geralmente são microscopicamente conhecidas como hemangiomas juvenis ou celulares. Devido à sua natureza celular, estas lesões também têm sido chamadas de hemangioendoteliomas juvenis, embora este termo deva ser evitado, já que o termo hemangioendotelioma também é usado para designar outros tipos de tumores vasculares de potencial maligno intermediário. Com a maturação da lesão, as células endoteliais tornam-se achatadas, e os pequenos espaços vasculares capilares tornam-se mais evidentes. Com a involução da lesão, os espaços vasculares se tornam proeminentes e são substituídos por tecido conjuntivo fibroso.
Já as malformações vasculares, diferente dos tumores vasculares como os hemangiomas, não exibem ativa proliferação das células endoteliais, e os canais vasculares lembram o vaso de origem. Desse modo, as malformações capilares podem ser similares ao estágio capilar do hemangioma, enquanto as malformações venosas podem exibir vasos mais dilatados. Devido às suas semelhanças, muitas malformações vasculares são incorretamente categorizadas como hemangiomas. As malformações arteriovenosas mostram uma mistura de artérias de parede espessa e veias, em conjunto com vasos capilares.

## Tratamento e prognóstico

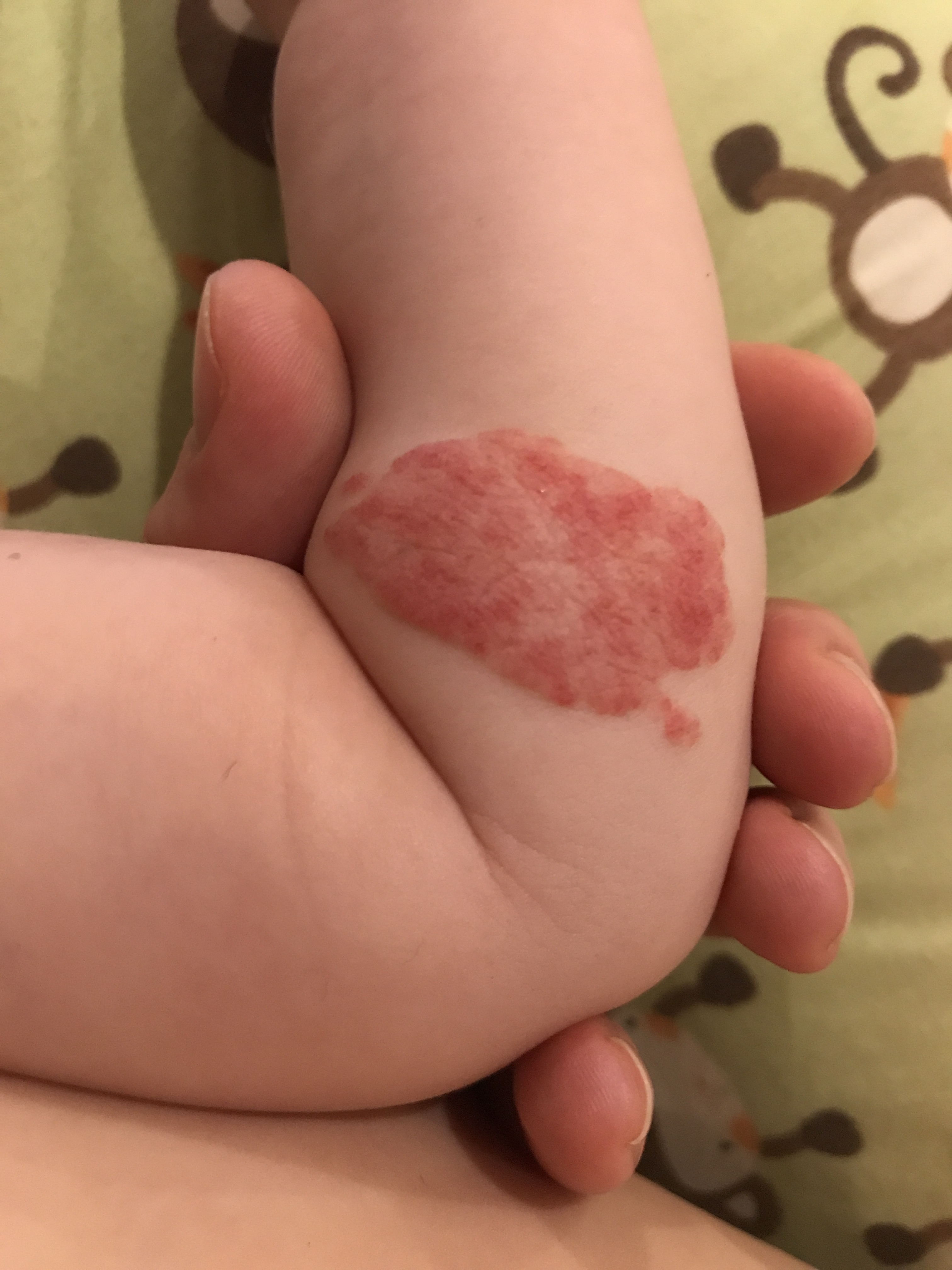
Hemangioma em involução

Pelo fato de os hemangiomas da infância sofrerem involução espontânea, o manejo destas lesões geralmente consiste em uma “conduta expectante”. É importante educar os pais que, embora seja observado um rápido crescimento, a  regressão irá ocorrer. A ressecção cirúrgica é justificada em situações específicas durante a infância. Para hemangiomas problemáticos ou para os que representam ameaças à vida, a terapia farmacológica pode ser indicada. Nos dias atuais a droga de escolha é o propranolol. Classicamente o corticoide sistêmico oral era a primeira opção disponível, com taxa de efetividade ao redor de 70%. Corticosteroides intralesionais ou tópicos também têm sido usados para lesões menores bem localizadas e problemáticas. Na ausência de resposta, outras drogas como a vincristina intravenosa (IV) e o alfa-interferon também eram utilizados. Devido ao relatado risco de diplegia espástica permanente, o interferon A-2a não é mais amplamente utilizado.
Em relação ao tratamento das malformações vasculares, que não são tumores como o hemangioma infantil, o laser de corante (Dye Laser, FPPDL) pode ser efetivo no tratamento das manchas tipo “vinho do porto”. O manejo das malformações venosas depende do tamanho, da localização e das complicações associadas à lesão. Pequenas malformações estáveis podem não requerer tratamento.
Lesões grandes e problemáticas podem ser tratadas com uma combinação de escleroterapia e excisão cirúrgica. A escleroterapia envolve a injeção de agentes esclerosantes, como o etanol a 95%, diretamente dentro da lesão para induzir fibrose. A escleroterapia sozinha pode ser suficiente para pequenas lesões; para grandes lesões, a ressecção cirúrgica subsequente pode ser acompanhada de um pequeno risco de sangramento após a escleroterapia.
O tratamento de malformações arteriovenosas é mais desafiador e também depende do tamanho da lesão e do grau de envolvimento de estruturas vitais. Para os casos que requerem ressecção, a embolização guiada por radiografia geralmente é realizada 24 a 48 horas antes da cirurgia, para minimizar a perda sanguínea.
As malformações vasculares dos ossos gnáticos são potencialmente perigosas devido ao risco de sangramento severo, que pode ocorrer espontaneamente ou durante a manipulação cirúrgica. A aspiração por agulha de qualquer lesão intraóssea não diagnosticada antes da biópsia é uma precaução para excluir a possibilidade de uma malformação vascular. Hemorragias severas e até mesmo fatais têm ocorrido após biópsias incisionais ou extrações dentárias na área de tais lesões.

## Epidemiologia
Muito comum em crianças, com incidência de cerca de 5% em caucasianos nascidos vivos. É cerca de 3 vezes mais comum em meninas. Também é mais comum em prematuros e nascidos com baixo peso (a incidência em prematuros de baixo peso ao nascimento é de até 30%). Na maior parte das vezes ocorre na pele e as regiões da cabeça (60%) e tronco (25%) são os mais afetadas. Em 80% dos casos possui apenas uma lesão. O surgimento do HI é pós-natal, nas primeiras semanas de vida, diferentemente de outros tumores vasculares como os chamados hemangiomas congênitos. Normalmente começa como uma pequena mancha ou protuberância rosadas, que rapidamente cresce, ficando mais vermelha ou roxa e pode evoluir para um cinza pálido quando regride.